# Liste der Bodendenkmäler in Frontenhausen
Auf dieser Seite sind die Bodendenkmäler in dem niederbayerischen Markt Frontenhausen zusammengestellt. Diese Tabelle ist eine Teilliste der Liste der Bodendenkmäler in Bayern. Grundlage ist die Bayerische Denkmalliste, die auf Basis des Bayerischen Denkmalschutzgesetzes vom 1. Oktober 1973 erstmals erstellt wurde und seither durch das Bayerische Landesamt für Denkmalpflege geführt wird. Die folgenden Angaben ersetzen nicht die rechtsverbindliche Auskunft der Denkmalschutzbehörde.

## Bodendenkmäler in Frontenhausen
| Lage       | Objekt | Akten-Nr.     | Bild |
| ---------- | --- | ------------- | ---- |
| (Standort) | Mittelalterlicher Turmhügel. Untertägige Befunde des Mittelalters und der frühen Neuzeit im Bereich der katholischen Kirche St. Margareta in Witzeldorf, darunter die Spuren von Vorgängerbauten bzw. älteren Bauphasen.                                                                           | D-2-7440-0007 |      |
| (Standort) | Siedlung vor- und frühgeschichtlicher Zeitstellung. | D-2-7440-0014 |      |
| (Standort) | Siedlung der Münchshöfener Gruppe. | D-2-7441-0001 |      |
| (Standort) | Mittelalterlicher Burgstall „Schanze“. | D-2-7441-0002 |      |
| (Standort) | Siedlung der Münchshöfener und Altheimer Gruppe. | D-2-7441-0003 |      |
| (Standort) | Siedlung der mittleren bis späten Bronzezeit. | D-2-7441-0004 |      |
| (Standort) | Verebnete Grabhügel vorgeschichtlicher Zeitstellung. Siedlung der Stichbandkeramik, der Münchshöfener und Altheimer Gruppe, der Bronze- und Latènezeit. | D-2-7441-0005 |      |
| (Standort) | Verebnetes Grabenwerk vorgeschichtlicher Zeitstellung. Siedlung der Stichbandkeramik, der Gruppe Oberlauterbach, der Münchshöfener und Altheimer Gruppe, des Endneolithikums, der Bronze-, Urnenfelder- und Latènezeit sowie des frühen Mittelalters.                                              | D-2-7441-0007 |      |
| (Standort) | Siedlung allgemein vorgeschichtlicher und neolithischer Zeitstellung, u. a. der Münchshöfener und Altheimer Gruppe sowie der Bronze-, Urnenfelder- und Latènezeit. | D-2-7441-0008 |      |
| (Standort) | Turmhügel des Mittelalters mit zugehörigem Vorburgareal. | D-2-7441-0063 |      |
| (Standort) | Verebnetes Grabenwerk vorgeschichtlicher Zeitstellung. Siedlung der Gruppe Oberlauterbach, des Endneolithikums, der mittleren Bronze- und der Latènezeit. | D-2-7441-0064 |      |
| (Standort) | Siedlung der Stichbandkeramik, der Gruppe Oberlauterbach und der Münchshöfener Gruppe. | D-2-7441-0065 |      |
| (Standort) | Ebenerdiger Ansitz des Mittelalters. | D-2-7441-0066 |      |
| (Standort) | Siedlung der Münchshöfener Gruppe. | D-2-7441-0070 |      |
| (Standort) | Siedlung des Neolithikums, der Bronze- und der Urnenfelderzeit. | D-2-7441-0071 |      |
| (Standort) | Siedlung vor- und frühgeschichtlicher Zeitstellung. | D-2-7441-0072 |      |
| (Standort) | Altweg des Mittelalters, wohl zu einem verebneten Wasserburgstall führend. | D-2-7441-0073 |      |
| (Standort) | Verebnete vorgeschichtliche Grabhügel und Siedlung vor- und frühgeschichtlicher Zeitstellung. | D-2-7441-0074 |      |
| (Standort) | Verebneter Burgstall des Mittelalters. | D-2-7441-0075 |      |
| (Standort) | Verebneter Turmhügel des Mittelalters. | D-2-7441-0076 |      |
| (Standort) | Siedlung vorgeschichtlicher Zeitstellung, u. a. des Mittelneolithikums, der Münchshöfener Gruppe und der Latènezeit. | D-2-7441-0077 |      |
| (Standort) | Verebneter Grabhügel vorgeschichtlicher Zeitstellung. | D-2-7441-0078 |      |
| (Standort) | Verebnete Grabhügel vorgeschichtlicher Zeitstellung. | D-2-7441-0079 |      |
| (Standort) | Verebnetes Grabenwerk vor- und frühgeschichtlicher Zeitstellung. | D-2-7441-0080 |      |
| (Standort) | Siedlung vor- und frühgeschichtlicher Zeitstellung. | D-2-7441-0081 |      |
| (Standort) | Untertägige Befunde der frühen Neuzeit im Bereich der katholischen Kirche St. Corona mit zugehörigem, ummauerten, aufgelassenen Friedhof in Altenkirchen, darunter die Spuren von Vorgängerbauten bzw. älteren Bauphasen.                                                                          | D-2-7441-0128 |      |
| (Standort) | Untertägige Befunde des Mittelalters und der frühen Neuzeit im Bereich der katholischen Pfarrkirche St. Jakob mit zugehörigem, ummauerten, aufgelassenen Friedhof sowie der abgebrochenen Corpus-Christi-Kapelle in Frontenhausen, darunter die Spuren von Vorgängerbauten bzw. älteren Bauphasen. | D-2-7441-0134 |      |
| (Standort) | Untertägige Befunde des Mittelalters und der frühen Neuzeit im Bereich der katholischen Kirche St. Georg in Georgenschwimmbach, darunter die Spuren von Vorgängerbauten bzw. älteren Bauphasen. | D-2-7441-0157 |      |
| (Standort) | Untertägige Befunde des Mittelalters und der frühen Neuzeit im Bereich der historischen Marktsiedlung von Frontenhausen. | D-2-7441-0158 |      |
| (Standort) | Untertägige Befunde des Mittelalters und der frühen Neuzeit im Bereich der katholischen Kirche St. Nikolaus in Rampoldstetten, darunter die Spuren von Vorgängerbauten bzw. älteren Bauphasen. | D-2-7441-0161 |      |
| (Standort) | Untertägige Befunde des Mittelalters und der frühen Neuzeit im Bereich der katholischen Kirche St. Wolfgang in Loitersdorf, darunter die Spuren von Vorgängerbauten bzw. älteren Bauphasen. | D-2-7441-0164 |      |
| (Standort) | Untertägige Befunde des Mittelalters und der frühen Neuzeit im Bereich der ehemaligen Marktbefestigung von Frontenhausen. | D-2-7441-0165 |      |
| (Standort) | Untertägige Befunde des Mittelalters und der frühen Neuzeit im Bereich des abgegangenen Hofmarkssitzes „Thurn“ in Frontenhausen. | D-2-7441-0167 |      |
| (Standort) | Untertägige Befunde der frühen Neuzeit im Bereich der abgebrochenen katholischen Kirche St. Sebastian mit zugehörigem, aufgelassenen Friedhof bei Frontenhausen. | D-2-7441-0168 |      |
| (Standort) | Verebneter mittelalterlicher Turmhügel. | D-2-7541-0102 |      |
| (Standort) | Untertägige Befunde des Mittelalters und der frühen Neuzeit im Bereich der katholischen Kirche Mariä Heimsuchung in Wettersdorf, darunter die Spuren von Vorgängerbauten bzw. älteren Bauphasen.                                                                                                   | D-2-7541-0108 |      |